# Incident de Thornton
L'Incident de Thornton, també conegut com l'escaramussa de Thornton, la derrota de Thornton, o Ranxo Carricitos va ser una lluita, que va ocórrer el 25 d'abril de 1846, entre les forces militars dels Estats Units i Mèxic a 20 milles (32 km), riu amunt cap a l'oest, del campament de Zachary Taylor, al costat del Río Grande.
La força mexicana, molt més gran, va derrotar per complet als estatunidencs a l'inici de les hostilitats, i va ser la principal justificació perquè el president James K. Polk demanés al Congrés dels Estats Units que declararés la guerra a Mèxic.

## Antecedents

Els límits de Texas després de l'annexió en 1845

Després de l'annexió de Texas pels Estats Units, tant els Estats Units com Mèxic van reclamar la zona entre el riu Nueces i el Río Grande. La tensió entre els dos governs anava augmentant cada dia; el congrés de Mèxic no va ratificar el Tractat de Velasco i els estatunidencs van enviar tropes per a protegir Texas.
A principis de 1846, Polk va ordenar a l'Exèrcit d'Ocupació de Taylor que es dirigís fins a Río Grande, poc després que el president mexicà Mariano Paredes declarés en el seu discurs inaugural que mantindria la integritat del territori mexicà fins al riu Sabine. Encara que formalment Estats Units no havia declarat la guerra, les seves forces navals ja bloquejaven la desembocadura del riu Nueces i del Río Grande. El president James K. Polk només necessitava qualsevol pretext per a justificar la guerra.
El general Pedro Ampudia va enviar a Zachary Taylor una nota urgent, on al final del text deia:
Pocs dies després, el 4 d'abril, el general Mariano Arista va assumir el comandament de la Divisió del Nord.
Finalment, el 23 d'abril, veient que l'annexió de Texas era no només un fet consumat sinó que els Estats Units també estava ocupant il·legalment territori de Tamaulipas, el president Paredes envia a l'exèrcit a desallotjar-los.
Les forces de Paredes van arribar a Matamoros el 24 d'abril, on va reunir una força de prop de 5000 homes en total, i va notificar a Taylor que les hostilitats havien començat. Immediatament, Aresta va ordenar al general Anastasio Torrejón de creuar Río Grande a 14 milles (23 km) aigües amunt de La Palangana.

## Batalla

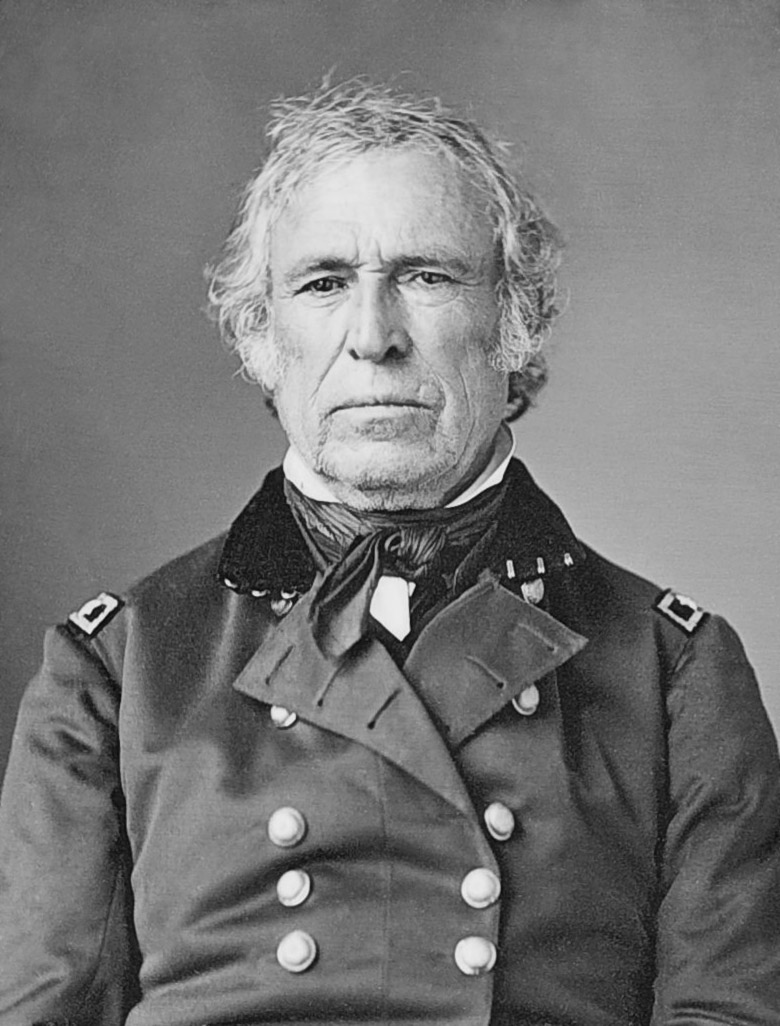
Daguerrotip de Zachary Taylor, 1843-45

El 24 d'abril, Taylor va rebre dos informes de mexicans que creuaven el Río Grande; el primer encreuament més avall del seu campament i un altre un encreuament riu amunt. Taylor va ordenar al capità Croghan Ker d'investigar riu avall i al capità Seth B. Thornton, amb dues companyies de cavalleria, investigar riu amunt.
Ker no va trobar res, però Thornton va ser emboscat. Amb l'assessorament d'un guia local, va investigar una hisenda abandonada i va descobrir un petit cos d'infanteria de mexicans al cim d'un turó. Immediatament va carregar sobre ells, però el cos principal d'uns 2.000 soldats mexicans estaven a l'altra banda del turó. Els 80 estatunidencs van ser ràpidament aclaparats pels homes de Torrejón, donant com a resultat la captura dels que no van morir immediatament.
Un guia de Thornton va portar notícies de les hostilitats a Taylor, i va ser seguit per un carro de Torrejón que contenia sis ferits que van indicar que Torrejón no podia tenir cura d'ells.

## Conseqüències
En la ferotge trobada van morir 11 dels homes de Thornton i van ser ferits 6, mentre que la resta van ser fets presoners (incloent el capità Thornton i el seu segon al comandament, el capità William J. Hardee). Les baixes mexicanes són desconegudes. Torrejón va continuar per la carretera Matamoros-Port Isabel i va sorprendre a Samuel H. Walker, Ranger de Texas, el 28 d'abril, abans de continuar cap a El Longoreño per a unir-se amb la força principal de l'exèrcit mexicà.
Van seguir aquesta batalla la batalla de Palo Alto i la batalla de Resaca de la Palma. Arista i Taylor van acordar un intercanvi de presoners, que va donar com a resultat l'alliberament de Thornton, Hardee i dels seus homes. Thornton va morir més tard en un combat als voltants de Ciutat de Mèxic.

## La declaració de guerra
En assabentar-se de l'incident, el president Polk va demanar una declaració de guerra davant d'una sessió conjunta del Congrés dels Estats Units, i va resumir la seva justificació per a la guerra pronunciant les seves famoses paraules:
El 13 de maig de 1846, el Congrés va declarar la guerra a Mèxic, tot i la posició del govern mexicà que deia que Thornton havia creuat la frontera mexicana de Texas, que Mèxic s'havia mantingut al sud del riu Nueces (la frontera històrica de la província de Texas).
Als Estats Units va aparèixer una oposició, amb un senador declarant que l'assumpte havia sigut «un acte d'agressió per la nostra part com la d'un home apuntant amb una pistola a un altre al pit». Aquesta guerra mexicana-estatunidenca es va lliurar entre 1846 i 1848, amb la pèrdua de milers de vides.
El Tractat de Guadalupe-Hidalgo va posar fi a la guerra el 2 de febrer de 1848, i va establir el Riu Gran com la frontera entre Texas i Mèxic. Mèxic va perdre totes les seves províncies del nord i va estar obligada a reconèixer a Texas com a part dels Estats Units.